# James Hewitt (2e vicomte Lifford)
Pour les articles homonymes, voir James Hewitt.
James Hewitt, 2e vicomte Lifford (27 octobre 1750 - 15 avril 1830), est un pair anglo-irlandais et membre du clergé de l'Église d'Irlande.

## Biographie
Il est le fils aîné de James Hewitt (1er vicomte Lifford), et de sa première épouse Mary Rhys Williams. La famille Hewitt est originaire de Coventry : Le père de James est envoyé en Irlande en 1767 en tant que Lord Chancelier d'Irlande. Malgré de nombreuses critiques à l'égard de sa nomination, il est apprécié dans ce poste, et pendant de nombreuses années par la suite, le barreau irlandais s'est souvenu de lui comme du "grand Lord Lifford". Mary est décédée en 1765 et son veuf l'année suivante s'est remarié avec Ambrosia Bayley, une beauté connue qui est devenue très populaire en Irlande. Le jeune James fait ses études au Trinity College de Dublin et à Christ Church d'Oxford.
Le 28 septembre 1789, il hérite des titres de son père et prend ses fonctions à la Chambre des lords irlandaise. Il est doyen d'Armagh entre 1796 et sa mort en 1830.
Il épouse Henrietta Judith Pomeroy, fille d'Arthur Pomeroy (1er vicomte Harberton) et Mary Colley, le 25 juillet 1776. Elle est décédée deux ans plus tard et Hewitt se remarie avec Alicia Oliver le 23 décembre 1781. Ensemble, ils ont deux enfants. Il est remplacé par son fils aîné, également appelé James.